# Неповторна весна
«Неповторна весна» — радянський художній фільм режисера Олександра Столпера, знятий в 1957 році. Прем'єра відбулася 31 травня 1957 року.

## Сюжет
Відразу після весілля молода сім'я археологів приїжджає в Середню Азію на розкопки. Епідемія чуми, що спалахнула там, на час розлучає молодят і змушує мати дівчини звернутися за допомогою до свого колишнього чоловіка.

## У ролях
- Євгенія Козирєва —  Олена Андріївна, мати Анни
- Ізольда Ізвицька —  Анна Бурова, дочка генерала Новожилова
- Олександр Михайлов —  Євген Буров, чоловік Анни
- Іван Дмитрієв —  генерал Новожилов, батько Анни
- Ірина Скобцева —  Клавдія Новожилова, дружина генерала
- Світлана Харитонова —  Маша, подруга Анни
- Ніна Дорошина —  Ніна, подруга Анни
- Віктор Шарлахов —  Гуляєв
- Леонід Пархоменко —  Брьохов, шофер
- Тахір Сабіров —  Сахат
- Євген Леонов —  Шуша, чоловік Ніни, лікар
- Борис Бітюков —  офіцер КПП
- Данило Нетребін —  Кузя, археолог
- Олексій Добронравов —  Никодим Петрович, археолог
- Віктор Ключарьов —  начальник колони, немає в титрах

## Знімальна група
- Режисер-постановник:  Олександр Столпер
- Сценарист:  Сергій Єрмолинський
- Оператор:  Олександр Харитонов
- Художник:  Стален Волков
- Композитор:  Микола Крюков
- Звукорежисер:  Леонід Булгаков
- Режисер: М. Чернова
- Монтажер: М. Тимофєєва
- Директор картини:  Макс Гершенгорін
- Оркестр Головного управління по виробництву фільмів
  - Диригент:  Вероніка Дударова